# Always and Always
Always and Always ist ein Lied aus dem Soundtrack des Films Mannequin, dessen Musik von  Edward Ward und Text von Chet Forrest und Bob Wright stammt. Joan Crawford und Spencer Tracy spielten die Hauptrollen im Film. Der Song wurde von Joan Crawford gesungen. Das Lied erzählt von ewiger Liebe und Bewunderung, die weiter wachsen werde, auch wenn das Leben sich verändere.
Der Komponist Edward Ward und die Texter Chet Forrest und Bob Wright waren auf der Oscarverleihung 1939 in der Kategorie „Bester Song“ für einen Oscar nominiert. Die Auszeichnung ging jedoch an Ralph Rainger und Leo Robin für ihren Song Thanks for the Memory aus dem Film The Big Broadcast of 1938.
Always and Always war im Jahr 1938 in der Version von Larry Clinton sieben Wochen auf Platz 9 der US-Billboard Charts. Larry Clinton war der Top-1-Künstler im Jahr 1938.
Der Jazz-Diskograph Tom Lord listet 11 Coverversionen des Titels im Bereich des Jazz, u. a. von Red Norvo, Bob Crosby, Frankie Trumbauer, Benny Goodman/Martha Tilton und Buddy DeFranco.